# Осикова, Валерия Олеговна

## Валерия Олеговна Осикова
(род. 19 мая 1996, Невинномысск, Ставропольский край) — российская гимнастка, член сборной России по художественной гимнастике. Мастер спорта России международного класса.
Победительница 29-й Всемирной Универсиады в Тайбэе в комплексных упражнениях и бронзовый призёр в многоборье. Абсолютная чемпионка России в групповых упражнениях 2017 года. Победительница Кубка России в групповых упражнениях.

## Биография
Начала заниматься гимнастикой в три года в ДЮСШ «Трудовец» г. Невинномысска. Первые тренеры — Светлана Васильевна Авдиенко, Людмила Михайловна Дулькина и Татьяна Викторовна Бурдина. Становилась победительницей международных соревнований ещё в 10-летнем возрасте. В 2014 году стала серебряным призёром чемпионата ЮФО и СКФО.
По окончании школы переехала в Санкт-Петербург, учится в Университете им. Лесгафта. Тренер в Санкт-Петербурге — Елена Анатольевна Петунина.
C 2018 Валерия Осикова возглавляет клуб художественной гимнастики "5sisters" в городе Санкт-Петербург. В 2022 году стала одним из организаторов большого кубка по художественной гимнастике для детей "5sisters cup" проходящий в хоккейном городе "СКА". 

## Достижения
- Победительница и призер Универсиады 2017 в групповых упражнениях[4][5][6]
- Абсолютная чемпионка России в групповых упражнениях 2017 года.
- Победительница Кубка России в групповых упражнениях.
- Абсолютная чемпионка России в групповых упражнениях 2016.
- Универсиада 2017 в групповых упражнениях — бронза (многоборье), золото (обручи), золото (мячи и скакалки).
- МТ «Балтийский обруч» 2016 — серебро (многоборье), золото (ленты), золото (обручи и булавы).
- МТ «Koop cup» 2016 в групповых упражнениях — золото (многоборье).

### Видео
- Taipei 2017 Gold 3 мяча + 2 скакалки
- Золото Кубка России 2017
- Оценка Сергея Шнурова выступления Российской сборной на Универсиаде 2017